# Ugolino y Vadino Vivaldi
Los hermanos Ugolino y Vadino (o Guido o Vandino) Vivaldi (fechas y lugares de nacimiento y muerte inciertos) fueron dos comerciantes y navegantes genoveses del siglo XIII recordados por haber intentando alcanzar por mar una nueva ruta hacia la India, expedición que desapareció sin dejar rastro y que fue uno de los primeros viajes documentados que zarpó desde el Mediterráneo hacia el Atlántico desde la caída del Imperio Romano de Occidente en el siglo V d. C.
En la primavera de 1291 se embarcaron en Génova con la intención de llegar a la India por mar con suministros para diez años. La expedición fue financiada por Teodisio Doria y estaba pilotado por marinos mallorquines. En dos galeras, navegaron a lo largo de la costa del actual Marruecos después de pasar por el estrecho de Gibraltar. Su destino posterior es desconocido: es posible que solamente hayan seguido la costa africana hasta el cabo Nun, que intentaran navegar hacia el oeste a través del Atlántico o que hayan logrado circunnavegar el continente africano.

## La expedición
Tras la caída de San Juan de Acre y de las últimas plazas fuertes cristianas en las rutas por tierra de Oriente Medio, el comercio de especias se había vuelto impracticable y se advertía la necesidad de abrir una ruta comercial alternativa. Varios comerciantes y patricios genoveses, incluyendo a Tedisio Doria, financiaron una expedición que debía haber alcanzado «ad partes Indiae per mare oceanum» (a partes de la India a través del océano). No se sabe con certeza el trayecto que tenían la intención de seguir para llegar a la India: para algunos intentaban circunnavegar África, como después hicieron los portugueses; para otros, cruzar el Atlántico, al igual que hiciera Cristóbal Colón.
En 1291 los dos hermanos zarparon de Génova con dos galeras (la Allegranza y la Sant'Antonio), trescientos marineros y dos frailes franciscanos. Sin embargo, después de pasar el estrecho de Gibraltar y haber iniciado el descenso a lo largo de la costa africana, después del cabo Juby, en el confín meridional del actual Marruecos, se perdió el rastro de la expedición y nunca más regresaron.
Jean Gimpel sugiere que los dos frailes franciscanos que acompañaron a los hermanos Vivaldi podrían haber leído el Opus majus escrito por su colega franciscano Roger Bacon, en el que Bacon sugirió que la distancia que separaba España y la India hacia el oeste no era grande, una teoría que fue más tarde repetida por Pierre d'Ailly y probada por Cristóbal Colón.
No está claro qué punto alcanzaron los hermanos Vivaldi. Se formularon varias hipótesis sobre el destino de los navegantes: que las galeras, a remo y de casco delgado, no eran adecuadas para navegar por el océano; que puesto que no se usaba la brújula y solamente se navegaba siguiendo la costa con desembarcos frecuentes, habrían naufragado en las aguas difíciles próximas a la desembocadura del río Senegal. Pueden haber visto, o desembarcado, en las islas Canarias. Gozora es un nombre que se encuentra en algunas cartas medievales designando el actual cabo Nun, que está frente a las islas Canarias (por ejemplo, Caput Finis Gozole, en los mapas de Giovanni da Carignano, de principios de 1300, y de los hermanos Pizzigani, 1367). El nombre de la nave Alegranzia puede ser el origen de la isla canaria de Alegranza, y ha dado lugar a la suposición de que los hermanos desembarcaron allí (o que al menos una de las naves naufragó allí).
Se cree que cuando Lanceloto Malocello zarpó de Génova en 1312, lo hizo con el fin de buscar a Vadino y Ugolino Vivaldi. Malocello terminó quedándose durante más de dos décadas en la isla que ahora lleva su nombre, Lanzarote, otra de las islas del archipiélago canario.
Una alusión a las galeras de Vivaldi se da en el Libro del conocimiento, un diario de viaje semifantástico escrito por un fraile español anónimo hacia 1350-85. Hay dos pasajes relativos a los hermanos Vivaldi. En el primero, nuestro narrador fabuloso, viajando en lo que parece ser la región de Guinea (África subsahariana) llega a la ciudad de Graçiona, capital del imperio negro africano de Abdeselib, que estaba aliado con el Preste Juan. «Me dijeron en esta ciudad de Graciona que los genoveses que escaparon de la galera que naufragó en Amenuan fueron traídos [¿traicionados?] aquí, pero que nunca se supo qué fue de la otra galera que escapó». Cuando nuestro fraile viajero se mueve en los alrededores de la ciudad de Magdasor, se encontró con un hombre genovés llamado Sor Leone que se encontraba en esa ciudad «buscando a su padre, que había partido en dos galeras, como ya he explicado, y le dieron todos los honores, pero cuando este Sor Leone quería atravesar el imperio de Graciona para buscar a su padre, el emperador de Magdasor no lo permitió, porque la ruta era dudosa y el camino peligroso». Como suele suceder, Sorleone es el nombre real del hijo real de Ugolino que en 1315 organizó y dirigió una expedición fracasada tras los pasos de su padre y de su tío.
La localización de estos reinos ha sido fuente de mucha especulación. Las referencias al Preste Juan y a Magdasor (que suena muy similar a la ciudad de Mogadiscio, en la actual Somalia) ha llevado a suponer que dice que la otra galera circunnavegó África, pero que fue interceptada en el Cuerno de África. Pero las referencias geográficas del narrador (por ejemplo, el río Senegal-Níger, el comercio de oro, el Imperio de Malí, e incluso el golfo de Guinea, sin duda dibujado (aunque imperfectamente) de los geógrafos árabes), sugieren que Abdelsalib y Magdasor estaban en el África occidental subsahariana, una región no musulmana. La localización de Amenuan, el lugar donde se hundió la primera galera, sugiere la región de Senegambia. Si hay algo de verdad en todo esto, no sería extremar la credulidad imaginar que los Vivaldi llegaron hasta Senegal, y que sus aventuras terminaron allí.
Un siglo más tarde, a finales de 1455, Antoniotto Usodimare, un navegante genovés al servicio del príncipe portugués Enrique el Navegante, afirmó en una carta, bastante improbablemente, que durante el viaje por el río Gambia en el oeste de África, se encontró con un joven «della nostra stirpe» que hablaba el dialecto genovés y que afirmaba era el último descendiente de los sobrevivientes de la expedición de Vivaldi. El compañero de viaje de Usodimare, Alvise Cadamosto, no menciona ningún encuentro de este tipo en sus memorias. Usodimare da más detalles de la expedición de los Vivaldi en otro documento que obra en los archivos genoveses:

En el año de 1285 (sic), dos galeras zarparon de la ciudad de Génova comandadas por los hermanos Ugolino y Guido Vivaldi [Hugolinum et Guidum de Vivaldis fratres] con el propósito de ir, por el este [per Levantum], a partes de la India. Estas galeras navegaron mucho; pero cuando entraron en el mar de Guinea [mari de Ghinoia], una de las galeras rompió su casco, y no pudo continuar navegando más lejos; la otra, sin embargo, continuó a través de este mar, hasta que llegó a una ciudad de Etiopía llamada Menam; fueron capturados y detenidos por los habitantes de esta ciudad, que son cristianos de Etiopía, súbditos del Preste Juan. La ciudad se encuentra a orillas del mar, cerca del río Gion. Estaban tan estrechamente detenidos que ninguno de ellos logró regresar a casa. Esto es lo que fue relatado por el noble genovés Antoniotto Usodimare.

Gion es el nombre del bíblico río Gihón que surge del Jardín del Edén y fluye a través de Etiopía. En este caso, puede ser una referencia al río Senegal. La narración de Usodimare parece ser una mera repetición de la historia narrada en el Libro del conocimiento.
El historiador canario José de Viera y Clavijo escribe que el padre Agustín Justiniani, en los Anales de Génova, incluye la información de que dos franciscanos también se unieron a la expedición de los Vivaldi. Viera y Clavijo también menciona el hecho de que Petrarca pensaba que se trataba de una tradición local que los Vivaldi, efectivamente, llegaron a las islas Canarias. Ni Justiniani ni Petrarca manifiestan el destino de la expedición. Papiro Masson, en sus Anales, escribe que los hermanos fueron los primeros descubridores modernos de las islas Canarias.
Los hermanos Vivaldi posteriormente se convirtieron en tema de las leyendas que aparecieron en las que circunnavegaron África y vuelto por Etiopía antes de ser capturados por el legendario rey cristiano Preste Juan. El viaje de los Vivaldi pudo haber inspirado a Dante Alighieri, que a la fuerza debía de conocer del fracaso de la expedición, en la composición del Canto XXVI del Infierno, sobre el último viaje de Ulises, que finaliza en fracaso en el hemisferio sur. De acuerdo con Henry F. Cary, el destino de Ulises fue inspirado «en parte del destino que había razones para suponer había caído sobre algunos exploradores aventureros del océano Atlántico».